# Roubaix
Roubaix (en neerlandès Robeke o Robaais) és un municipi francès, situat al departament del Nord i a la regió dels Alts de França. L'any 2007 tenia 97.423 habitants. L'etimologia del nom no està clara, pot venir del llatí Robacum o del germànic Rosbach. Limita al nord-oest amb Tourcoing, al nord-est amb Wattrelos, a l'oest amb Wasquehal, a l'est amb Leers, al sud-oest amb Croix, al sud amb Hem i al sud-est amb Lys-lez-Lannoy.

## Demografia
| Evolució de la població Cassini i INSEE |       |       |        |        |        |        |        |        |
| 1793                                    | 1800  | 1806  | 1821   | 1831   | 1836   | 1841   | 1846   | 1851   |
| 9 120                                   | 8 091 | 8 724 | 12 170 | 18 187 | 19 455 | 24 802 | 31 039 | 34 698 |

| 1856   | 1861   | 1866   | 1872   | 1876   | 1881   | 1886    | 1891    | 1896    |
| ------ | ------ | ------ | ------ | ------ | ------ | ------- | ------- | ------- |
| 39 445 | 49 274 | 65 091 | 75 987 | 83 661 | 91 757 | 100 299 | 114 917 | 124 661 |

| 1901    | 1906    | 1911    | 1921    | 1926    | 1931    | 1936    | 1946    | 1954    |
| ------- | ------- | ------- | ------- | ------- | ------- | ------- | ------- | ------- |
| 124 365 | 121 017 | 122 723 | 113 265 | 117 209 | 117 190 | 107 105 | 100 978 | 110 067 |

| 1962    | 1968    | 1975    | 1982    | 1990   | 1999   | 2006   | 2011   | 2016 |
| ------- | ------- | ------- | ------- | ------ | ------ | ------ | ------ | ---- |
| 112 856 | 114 547 | 109 553 | 101 602 | 97 746 | 96 984 | 97 952 | 94 186 | -    |

| 2019 | - | - | - | - | - | - | - | - |
| ---- | - | - | - | - | - | - | - | - |
| -    | - | - | - | - | - | - | - | - |

## Llista dequartiers(barris)
| - Centre-ville - Armentières - Barbieux - Les Trois Ponts - La Fraternité - Le Pile | - Sainte-Élisabeth - Espérance - Anseelme Motte Bossut - Nations Unies - Vauban - Crouy | - Le Sartel-Carihem - L'Hommelet - La Fosse-aux-Chênes - Le Hutin Oran Cartigny - L'Entrepont - L'Épeule | - Le Trichon - Le Fresnoy-Mackellerie - L'Alma-Gare - Le Cul-de-four - Le Chemin-Neuf - Édouard-Vaillant | - Les Hauts-Champs - Justice - Linné Boulevards - Moulin-Potennerie - Nouveau Roubaix - Les Petites Haies |
|                                                                                     |                                                                                         | | | |

## Història
Les primeres referències a la vila daten del segle ix, quan era un petit llogarret. Llavors la ciutat era depenent del bisbat de Tournai. La ciutat va passar de l'estatut de simple llogaret al de ciutat important sota el regnat del senyor Pierre de Roubaix en el segle xv.
En el segle xix, Roubaix era una de les capitals mundials del teixit. La seva industrialització va ser molt forta, amb nombroses fàbriques repartides per tota la ciutat. De fet, la hi van anomenar fins i tot ciutat de les mil xemeneies. Avui pocs d'aquests vestigis subsisteixen, però totes les xemeneies que encara estan en peus estan protegides. L'ajuntament de Roubaix testifica l'opulència passada de la ciutat. Sobre el seu frontó es representen els diferents oficis exercits en la ciutat en el segle xix.

## Administració
| Període     | Identitat           | Partit       |
| ----------- | ------------------- | ------------ |
| 1912 - 1915 | Jean-Baptiste Lebas | SFIO         |
| 1915 - 1918 | Henri Therin        |              |
| 1918 - 1940 | Jean-Baptiste Lebas | SFIO         |
| 1940 - 1941 | Fleuris Vanherpe    |              |
| 1941 - 1942 | Marcel Guislain     |              |
| 1942 - 1942 | Alphonse Verbeurgt  |              |
| 1942 - 1942 | Charles Bauduin     |              |
| 1944 - 1977 | Victor Provo        | PS           |
| 1977 - 1983 | Paul Roussel        | PS           |
| 1983 - 1994 | André Diligent      | UDF-CDS      |
| 1994 - 2012 | René Vandierendonck | UDF-CDS i PS |
| 2012 - 2014 | Pierre Dubois       | PS           |
| 2014 -      | Guillaume Delbar    | UMP          |

## Persones il·lustres
- Pierre Pflimlin, alcalde d'Estrasburg
- Georges Delerue, compositor.
- Maxence Van der Meersch, escriptor (1907-1951)
- Gustave Nadaud (1820-1893) poeta i compositor musical.
- Louis Lothar (1865-1949), compositor musical.

## Agermanament
- - Mönchengladbach des de 1969
- - Bradford des de 1969
- - Verviers des de 1969
- - Skopje des de 1973
- - Prato des de 1981
- - Covilhã des de 2000
- - Bouïra des de 2003